# Tomotaka Kitamura
Tomotaka Kitamura (Mie, 27 mei 1982) is een Japans voetballer.

## Carrière
Tomotaka Kitamura speelde tussen 2001 en 2006 voor Yokohama FC. Hij tekende in 2007 bij Montedio Yamagata.